# Oli de germen de blat
L'oli de germen de blat (en anglès:Wheat germ oil) s’extreu del germen de la llavor o cariòpside del blat la qual representa, en pes, només el 2½% de la llavor. el germen del blat és particularment alt en octacosanol, un alcohol que es troba en nombroses ceres de vegetals. L’oOctacosanol ha estat estudiat per millorar l'exercici físici el seu efecte en baixar el colesterol. L’oli de germen de blat també és alt en vitamina E fins al punt que n’és l’aliment natural amb més contingut. Per a la cunina aquest oli resulta molt car i fàcilment s’enrancia. L’oli de germen de blat conté els següents àcids grassos:
| Component             | g/100g |
| --------------------- | ------ |
| Linoleic (omega-6)    | 55     |
| Palmític              | 16     |
| Oleic                 | 14     |
| α-Linolènic (omega-3) | 7      |